# Biota (taxonomia)
Biota é o super-domínio que abrange Prokaryota, Eukaryota e Acytota. Ou, noutra classificação, os domínios Aphanobionta, Bacteria, Archaea e Eukaryota. Em outras palavras, biota é o super-domínio que corresponde à vida na Terra em sua totalidade, diferenciando-se de outros possíveis superdomínios (até o momento não descobertos) justamente pela origem comum de seus integrantes, supondo que toda a vida na Terra tenha um último ancestral em comum.

## Taxonomia
- Superdomínio Biota
  - Série/Domínio Acytota
    - Acelulares virais[2][3]
      - Riboviria (Acelulares de RNA) [4][5]
        - Grupo III: Vírus dsRNA
        - Grupo IV: Vírus (+)ssRNA
        - Grupo V: Vírus (-)ssRNA
        - Viroides
        - Vírus satélite RNA
          - Virusoides

      - Deoxyviria (Acelulares de DNA)[5]
        - Grupo I: Vírus dsDNA
        - Grupo II: Vírus ssDNA
        - Vírus satélite DNA
          - Virófagos

      - Ortervirales (Acelulares retrotranscritos)[5]
        - Grupo VI: Vírus ssRNA-RT
        - Grupo VII: Vírus dsDNA-RT

      - Acelulares pré-bióticos (P)[6]
        - Protobiontes †
        - Moléculas autorreplicantes do mundo de RNA †
        - Príons

  - Série Cytota
    - Grupo Prokaryota (antigo Reino Monera)
      - Domínio Bacteria
        - Reino Eubacteria

      - Domínio Archaea
        - Reino Archaebacteria

    - Grupo Eukaryota
      - Domínio Eukarya
        - Reino Protista
        - Reino Plantae
        - Reino Fungi
        - Reino Animalia